# سیاست‌های نوین اقتصادی
طرح اقتصادی (نپ) یا سیاست‌های نوین اقتصادی در دهمین کنگره حزب در مارس ۱۹۲۱ به تصویب رسید. در این کنگره لنین ناگهان تغییر موضع داد و اظهار داشت که نباید برای پیروزی قبل از موعد یک نوع سوسیالیسم غیرممکن لجاجت نشان بدهیم، ما تاکنون مرتکب اشتباهاتی شده‌ایم ولی اکنون بهتر است با چوب‌دست‌های سرمایه‌داری راه برویم تا اصلاً راه نرویم، چون ما باید بیش از سرمایه‌داری از فقر وحشت داشته باشیم.

## اجرای نپ
اجرای نپ مستلزم اتخاذ روش‌های جدیدی بود که لنین ان را امتیازی برای اصلاحگران نامید و هدف ان را از بین بردن هرج و مرج اقتصادی ناشی از انقلاب و سر و صورت دادن به وضع تولید و تجارت و کشاورزی و تقویت سرمایه‌های کوچک قلمداد کرد تا بدین وسیله و با احتیاط فراوان به حیات اقتصادی بی رمق شوروی جان ببخشد.
در زمینه کشاورزی، علی‌رغم مخالفت‌های تروتسکی، به جای مصادره مازاد محصولات کشاورزی اقدام به وضع مالیات بر فروش آن‌ها کرد و به این ترتیب مواد مزبور در اختیار دهقانان قرار گرفت تا بتوانند آزادانه از آن‌ها استفاده کنند وان هارا بفروشند
گرچه لنین در سال ۱۹۱۹ بشدت با چنین کاری مخالفت بود، ولی اکنون شرایط ایجاب می‌کرد که تغییر عقیده بدهد.
مزارع کوچک متعلق به دهقانان فقیر به رسمیت شناخته شد و تحت حمایت دولت قرار گرفت و در نتیجه نسبت به افزایش محصول خود علاقه پیدا کردند.
با مشاهده این وضع کولاک‌ها هم به جنب و جوش افتادند و وارد میدان عمل شدند. سه سال قبل تر لنین آن‌ها را با لحن بسیار شدیدی خطرناک‌ترین دشمن دولت شوروی و در ردیف تزارها و مالکین عمده و اسقف‌ها نامیده و مبارزه با آن‌ها را آخرین وقطعی‌ترین مبارزه خوانده بود ولی اکنون لنین چشم برهم گذاشته و فعالیت‌های آنان را نادیده می‌گرفت؛ ولی بعداً به کولاک‌ها اجازه داده شد در مزارعشان کارگر استخدام کنند و به این ترتیب شش میلیون نفر خدمات خود را در اختیار کولاک‌ها قرار دادند و در عرض مدت کوتاهی تولید محصولات کولاک‌ها یک پنجم گندم موجود در بازارهای شوروی را تأمین کرد.

## صنعت
در زمینهٔ صنعت نیز نپ عقب‌نشینی کرد و موسسات تولیدی که کمتر از بیست کارگر داشتند از مقررات ملی شدن معاف گشتند و تا پایان سال۱۹۲۲ تعداد چهار هزار مؤسسه تولیدی به صاحبانشان مسترد گردید ۰در سال ۱۹۲۳ موسسات مزبور پنج درصد کل تولیدات را تأمین کردند و۱۲ درصد کل کارگران را در اختیار داشتند.
تصویب‌نامهٔ ۱۳ مارس ۱۹۲۲ به کشورهای خارجی نیز اجازه اخذ امتیاز و تأسیس شرکت‌های مختلط با دولت شوروی را می‌داد.
شرکتهای آمریکایی به استخراج پنبه کوهی نسوز در کوه‌های اورال پرداختند و شرکت‌های انگلیسی و فرانسوی و المانی در حدود بیست امتیاز در رشته‌های گوناگون به دست آوردند.
به موجب پیمان راپالو بین المان و شوروی آلمانی‌ها انحصار تدارک و تأسیس صنایع سنگین شوروی را تقریباً در دست گرفتند.
با وجود همهٔ این اقدامات که در مسیر سرمایه‌داری به وجود آمده بود دستاوردهای انقلاب به کلی از بین نرفته بود. بانک‌ها و موسسات حمل ونقل، صنایع سنگین وبازرگانی همچنان در دست دولت بود.
بدین ترتیب ۳۵۶۱ مؤسسه تولیدی توانستند۴۷۸ تراست به وجود آورند.
لنین در توجیه این عقب‌گردها، و در پاسخ به منشویک‌ها و چپگراها اظهار داشت؛ نپ به هیج وجه نشانه ورشکستگی کمونیسم نیست. استرداد مزارع کوچک و آزادی تجارت و اعطای امتیاز به کارخانه داران واعطای جایزه به بهترین کارگران و استخدام کارشناسان خارجی المانی و آمریکایی مانورهایی است که به اقتضای موقعیت و زمان به عمل می‌آید ولی هدف نهایی همچنان پیروزی سوسیالیسم است.

## نتایج
پس از مدتی سیاست نپ یعنی سیاست عقب‌نشینی وسازش نتایجی را که انتظار می‌رفت ببار آورد.
تولید محصولات افزایش یافت به طوری که در سال۱۹۲۷ در بعضی از بخش‌ها به میزان قبل از جنگ رسید. توزیع مواد غذایی بهبود یافت و قحطی از بین رفت. تنها مشکلی پیش آمد در سال ۱۹۲۲ بود که بهای تولیدات صنعتی از بهای محصولات کشاورزی پیشی گرفت و این امر به ضرر کشاورزان تمام شد. این مرحله را بحران قیجی نامیده‌اند وشوروی‌ها توانستند این بحران را نیز پشت سر بگذارند. در چنین محیطی بود که دولت اتحاد جماهیر شوروی سوسیالیستی رسماً قدم به عرصه گذاشت.